# Kiril Ieskov
Kiril Iúrievitx Ieskov (en rus Кирилл Юрьевич Еськов; Moscou, 16 de setembre de 1956) és un biòleg, paleontòleg i escriptor rus, especialitzat en les aranyes.
És autor de nombroses publicacions científiques, ha descrit 39 espècies animals i altres 13 han estat nomenades en el seu honor. Com a escriptor, és conegut per ser l'autor del llibre fantàstic The Last Ringbearer, una relectura i continuació del Senyor dels Anells de J. R. R. Tolkien des de la perspectiva dels orcs, traduït a nombrosos idiomes.

## Biografia

### Recerca biològica
Ieskov es va graduar en el departament de biologia de la Universitat Estatal de Moscou l'any 1979. Uns anys més tard, l'any 1986, va defensar una tesi com a candidat de ciències biològiques de l'Institut de Morfologia Evolutiva i Ecologia A. N. Severtsov de l'Acadèmia de Ciències de l'URSS, amb el tema Aranyes del nord de Sibèria (anàlisi horològic). Els seus principals interessos científics com a biòleg són els aràcnids de Sibèria i el llunyà Orient rus i, com a paleontòleg, el Paleozoic i Cenozoic. Des de 2008 és investigador en el laboratori d'artròpodes de l'Institut Paleontològic de l'Acadèmia russa de Ciències i vicepresident de la societat aracnológica Eurasiàtica. L'any 2002 tenia fetes 86 publicacions científiques.
També és autor del llibre Història de la terra i les seves formes de vida, concebut com a llibre de text de biologia per a escoles secundàries.

#### Espècies descrites
Ieskov va descobrir diversos nous gèneres d'aranyes. Entre els set descoberts per ell l'any 1988 destaca Kikimora palustris (Ieskov, 1988), pertanyent a la família Linyphiidae, l'hàbitat de la qual s'estén entre Rússia i Finlàndia, i el nom de la qual es tradueix del llatí com "Kikimora dels pantans". La Kikimora és un esperit femení de la mitologia eslava.
Llista
- Asiceratinops Ieskov, 1992, gènere d'aràcnids Linyphiidae
- Asiophantes Ieskov, 1993, gènere d'aràcnids Linyphiidae
- Asthenargoides Ieskov, 1993, gènere d'aràcnids Linyphiidae
- Baryphymula Ieskov, 1992, gènere d'aràcnids Linyphiidae
- Bathylinyphia Ieskov, 1992, gènere d'aràcnids Linyphiidae
- Bishopiana Ieskov, 1988, gènere d'aràcnids Linyphiidae
- Concavocephalus Ieskov, 1989, gènere d'aràcnids Linyphiidae
- Crosbylonia Ieskov, 1988, gènere d'aràcnids Linyphiidae
- Dactylopisthoides Ieskov, 1990, gènere d'aràcnids Linyphiidae
- Eborilaira Ieskov, 1989, gènere d'aràcnids Linyphiidae
- Erigonoploides Ieskov, 1989, gènere d'aràcnids Linyphiidae
- Gibothorax Ieskov, 1989, gènere d'aràcnids Linyphiidae
- Holminaria Ieskov, 1991, gènere d'aràcnids Linyphiidae
- Ivielum Ieskov, 1988, gènere d'aràcnids Linyphiidae
- Kikimora  Ieskov, 1988, gènere d'aràcnids Linyphiidae
- Kolymocyba Ieskov, 1989, gènere d'aràcnids Linyphiidae
- Mecynargoides Ieskov, 1988, gènere d'aràcnids Linyphiidae
- Miftengris Ieskov, 1993, gènere d'aràcnids Linyphiidae
- Nenilinium Ieskov, 1988, gènere d'aràcnids Linyphiidae
- Nispa Ieskov, 1993, gènere d'aràcnids Linyphiidae
- Okhotigone Ieskov, 1993, gènere d'aràcnids Linyphiidae
- Orientopus Ieskov, 1992, gènere d'aràcnids Linyphiidae
- Paikiniana Ieskov, 1992, gènere d'aràcnids Linyphiidae
- Paraeboria Ieskov, 1990, gènere d'aràcnids Linyphiidae
- Parasisis Ieskov, 1984, gènere d'aràcnids Linyphiidae
- Parhypomma Ieskov, 1992, gènere d'aràcnids Linyphiidae
- Procerocymbium Ieskov, 1989, gènere d'aràcnids Linyphiidae
- Pseudomicrargus Ieskov, 1992, gènere d'aràcnids Linyphiidae
- Pseudoporrhomma Ieskov, 1993, gènere d'aràcnids Linyphiidae
- Saitonia Ieskov, 1992, gènere d'aràcnids Linyphiidae
- Tessamoro Ieskov, 1993, gènere d'aràcnids Linyphiidae
- Tubercithorax Ieskov, 1988, gènere d'aràcnids Linyphiidae
- Tusukuru Ieskov, 1993, gènere d'aràcnids Linyphiidae
- Typhochrestinus Ieskov, 1990, gènere d'aràcnids Linyphiidae
- Ussurigone Ieskov, 1993, gènere d'aràcnids Linyphiidae
- Viktorium Ieskov, 1988, gènere d'aràcnids Linyphiidae
- Wiehlenarius Ieskov, 1990, gènere d'aràcnids Linyphiidae
- Wubanoides Ieskov, 1986, gènere d'aràcnids Linyphiidae

#### Espècies anomenades en honor seu
- Burlagonomegops eskovi Penney, 2005, aràcnid fòssil, Palpimanoidea
- Clubiona eskovi Mikhailov, 1995, aràcnid, Clubionidae
- Concavocephalus eskovi Marusik & Tanasevitch, 2003, aràcnid, Linyphiidae
- Episinus eskovi Marusik & Penney, 2004, aràcnid, Theridiidae
- Gnaphosa eskovi Ovtsharenko, Platnick & Song, 1992, aràcnid, Gnaphosidae
- Harpactea eskovi Dunin, 1989, aràcnid Dysderidae
- Oreoneta eskovi Saaristo & Marusik, 2004, aràcnid, Linyphiidae
- Praestigia eskovi Marusik, Gnelitsa & Koponen, 2008, aràcnid Linyphiidae
- Savignia eskovi Marusik, Koponen & Danilov, 2001, aràcnid, Linyphiidae
- Sitticus eskovi Logunov & Wesolowska, 1995, aràcnid, Salticidae
- Tibioploides eskovianus Saito & Ono, 2001, aràcnid, Linyphiidae
- Zelotes eskovi Zhang & Song, 2001, aràcnid, Gnaphosidae

## Activitat literària
Com a escriptor de ficció, Ieskov ha publicat diversos llibres, entre els quals destaca The Last Ringbearer (títol original: Последний кольценосец, publicada en 1999), un relat alternatiu al Senyor dels Anells de J. R. R. Tolkien, explicada des del punt de vista de les forces de Sauron, a partir del proverbi: "La història és escrita pels vencedors". Novel·la de gran èxit editorial, va ser traduïda a l'espanyol l'any 2004 i en anglès, sota llicència no comercial, l'any 2010. En una altra de les seves obres, L'evangeli secret (títol original Евангелие от Афрания, publicat en 1995), relata la vida de Jesús de Natzaret intentant desmitologitzar els Evangelis i fent a Jesús víctima dels serveis secrets de l'Imperi Romà.

### Obres traduïdes al castellà
- Ieskov, Kiril. El último anillo.  Bibliópolis, 2004. ISBN 9788496173194.
- Ieskov, Kiril. El evangelio secreto: una interpretación sorprendente de la Sagrada Escritura.  Bibliópolis, 2006. ISBN 9788496173620.